# Сомнологія
Сомнологія (від лат. somnus та грец. λόγος — вчення) — розділ медицини і нейробіології, присвячений дослідженням сну, розладів сну, їх лікуванню та впливу на здоров'я людини. Основним методом діагностики є полісомнографія. 
Протилежним станом для сну, є неспання.
Вирізняється чотири основних напрямки захворювань в сомнології:
- Безсоння;
- Хропіння та апное — порушення та короткочасна зупинка дихання уві сні;
- Сомнамбулізм;
- Сонний параліч;